# Enya
Enya Patricia Brennan (tiếng Ireland: Eithne Pádraigín Ní Bhraonáin /ˈɛnjə/; sinh ngày 17 tháng 5 năm 1961) là một nữ ca sĩ kiêm sáng tác nhạc người Ireland, được biết đến rộng rãi với dòng nhạc Celtic và New-age đương đại. Được mệnh danh là "Nữ hoàng nhạc New-age", Enya là nghệ sĩ người Ireland bán chạy thứ hai mọi thời đại chỉ sau U2, và đứng đầu nếu tính riêng nghệ sĩ hát đơn. Sinh ra trong một gia đình có truyền thống âm nhạc và lớn lên ở khu vực nói tiếng Ireland thuộc Gweedore, Quận Donegal, cô bắt đầu sự nghiệp khi tham gia ban nhạc folk của gia đình Clannad vào năm 1980 với vai trò đệm đàn và hát nền. Cô rời nhóm vào năm 1982 cùng với nhà quản lý và sản xuất Nicky Ryan để theo đuổi sự nghiệp hát đơn, bên cạnh vợ của ông Roma Ryan đồng hành với vai trò nhạc sĩ. Enya phát triển phong cách âm nhạc trong hơn bốn năm sau đó với nhiều lớp giọng hát và đàn phím kết hợp cùng những yếu tố của new-age, Celtic, cổ điển, thánh ca, world, pop, và Irish folk. Tính đến nay, nữ ca sĩ đã thể hiện bằng mười ngôn ngữ, nổi bật nhất là Tiếng Anh, Tiếng Ireland (Gaeilge), Latinh, và Wales.
Những dự án đầu tiên của Enya với tư cách nghệ sĩ hát đơn bao gồm phần nhạc phim cho The Frog Prince (1984) và loạt phim tài liệu năm 1987 của BBC The Celts, sau đó được phát hành như album đầu tay của cô, Enya (1987). Cô ký hợp đồng với Warner Music UK, nơi tạo điều kiện để cô được tự do nghệ thuật và không chịu nhiều sự can thiệp của hãng. Thành công về mặt thương mại và chuyên môn của đĩa nhạc thứ hai Watermark (1988) giúp nữ ca sĩ trở nên nổi tiếng trên toàn cầu, nhờ vào đĩa đơn quán quân "Orinoco Flow". Những album tiếp theo đều đạt doanh số triệu bản như Shepherd Moons (1991), The Memory of Trees (1995), và A Day Without Rain (2000), trong đó thành công của album sau cùng với đĩa đơn chủ đạo "Only Time" đã tăng vọt ở Hoa Kỳ sau khi được sử dụng trên nhiều bản tin truyền thông về Sự kiện 11 tháng 9. Sau Amarantine (2005) và And Winter Came... (2008), Enya trải qua bốn năm tạm ngưng hoạt động trước khi trở lại vào năm 2012 và phát hành album phòng thu thứ tám, Dark Sky Island (2015).
Đĩa nhạc của Enya đã bán được 26.5 triệu album được chứng nhận tại Hoa Kỳ và ước tính khoảng 75 triệu đĩa trên toàn thế giới, giúp cô trở thành một trong những nghệ sĩ âm nhạc bán chạy nhất mọi thời đại. A Day Without Rain (2000) vẫn là album nhạc new-age bán chạy nhất, với khoảng 16 triệu bản được tiêu thụ toàn cầu. Enya còn gặt hái nhiều giải thưởng, bao gồm bảy giải thưởng Âm nhạc Thế giới, bốn giải Grammy cho Album New Age xuất sắc nhất, và một giải Ivor Novello. Cô cũng được đề cử giải Oscar và giải Quả cầu vàng cho "May It Be", sáng tác cho bộ phim năm 2001 Chúa tể những chiếc nhẫn: Hiệp hội nhẫn thần.

## Danh sách đĩa nhạc
Album phòng thu
- Enya (1987) (tái bản năm 1992 như The Celts)
- Watermark (1988)
- Shepherd Moons (1991)
- The Memory of Trees (1995)
- A Day Without Rain (2000)
- Amarantine (2005)
- And Winter Came... (2008)
- Dark Sky Island (2015)